# Marquesado de Algorfa
El marquesado de Algorfa es un título nobiliario español, creado el 5 de marzo de 1762 y por real cédula del 6 de mayo de 1762, con el vizcondado previo de Arneva, por el rey Carlos III a favor de Francisco Ruiz-Dávalos Maya Rosell y Viudes de la Torre.

## Historia de los marqueses de Algorfa
- Francisco Ruiz-Dávalos Maya Rosell y Viudes de la Torre I marqués de Algorfa (m. c. 1764), coronel del regimiento de la caballería de Algarbe, brigadier de los reales ejércitos, regidor por el estado noble de Orihuela y decano de su ayuntamiento.[1] En su testamento, otorgado en Orihuela en 1764, nombra a sus hijos: Antonio, Gerónima, casada con Pascual Ruiz de Villafranca y Cárdenas, y a Josefa, casada con Ignacio Pérez de Sarrió.[3] Era hijo de Francisco Dávalos, señor de Cox, y de Violante Rosell y Ruiz.[4]

Casó con Antonia Enríquez de Monroy y Félix de Vargas, quien, ya viuda, testó en 1780. Sucedió su hijo:
- Antonio Ruiz-Dávalos y Enríquez de Monroy (m. 5 de marzo de 1785[5]), II marqués de Algorfa[2][5] y maestrante de Valencia.[6]

Sin descendencia, en 20 de julio de 1786, sucedió su hermana:
- Josefa Ruiz-Dávalos y Enríquez de Monroy (m. 1796/1799[a]), III marquesa de Algorfa,[7][2] también llamada Josefa Manuela Ruiz Dávalos y Mínguez de Monroy.[9]

Casó el 16 de julio de 1759, en Orihuela, con Ignacio Pérez de Sarrió y Paravicino (Alicante, 27 de julio de 1715-Alicante, 25 de marzo de 1806), señor de Formentera del Segura, en Alicante.  Era hijo de Nicolás Pérez de Sarrió y Doménech, señor de Formentera, y de Josefa María Paravisino y Juan. Fueron padres de siete hijos: María Luisa, casada con Nicolás de Rojas Espinosa Blanqueto, natural de Cádiz, caballero de la Orden de Santiago; José Ignacio, Carlos, Mariano, Ignacio, Luis y María. Sucedió su hijo:
- Mariano Pérez de Sarrió y Ruiz-Dávalos, IV marqués de Algorfa[2] y maestrante de Valencia.[6]

Sucedió su hermano:
- Ignacio Pérez de Sarrió y Ruiz-Dávalos (Alicante, 14 de abril de 1777-Montpellier, 1836),[13] V marqués de Algorfa,[14][15] militar, caballero de la Orden de Malta y de la de Orden de San Hermenegildo.[13]

Sucedió su hermano:
- Carlos Pérez de Sarrió y Ruiz-Dávalos (Alicante, 1777-Cartagena, 1855[16]), VI marqués de Algorfa.

Sin descendencia, sucedió su sobrino nieto, hijo de José de Rojas y Canicia de Franchi, conde de Casa Rojas y de conde de Torrellano —hijo, a su vez, de José Miguel de Rojas y Pérez de Sarrió, conde de Casa Rojas y marqués del Bosque, hijo de María Luisa (hija de la III marquesa de Algorfa), casada con Nicolás de Rojas Espinosa Blanquet, fundador de la Academia de Bellas Artes de Cádiz—, y de Rosario Galiano y Enríquez de Navarra.
- Rafael de Rojas y Galiano (25 de julio de 1852-Valencia, 22 de enero de 1939), VII marqués de Algorfa.[2] Era nieto de María Luisa Pérez de Sarrió y Ruiz-Dávalos, hermana de los anteriores marqueses.[7]

Casó con María de la Encarnación García y Gavarain. En 22 de enero de 1954, sucedió su hijo:
- Fernando de Rojas y García (Valencia, 25 de enero de 1883[1]-Valencia, 27 de marzo de 1960[18]), VIII marqués de Algorfa.[19]

Casó el 24 de octubre de 1909, en Valencia, con María de la Concepción Dasi y Moreno (Valencia, 31 de diciembre de 1885-Valencia, 11 de noviembre de 1959), X marquesa de Dos Aguas y V vizcondesa de Bétera. En 30 de diciembre de 1961, sucedió su hijo:
- Rafael de Rojas y Dasí (Valencia, 12 de febrero de 1914[1]-Valencia, 28 de abril de 1982), IX marqués de Algorfa, XI marqués de Dos Aguas y VI vizconde de Bétera.[18]

Casó el 7 de junio de 1941, en Denia, con María de los Desamparados de Cárdenas y Merle. En 6 de junio de 1983, sucedió su hijo:
- Pascual de Rojas y Cárdenas (m. Valencia, 13 de junio de 2022[21]), X marqués de Algorfa,[22]  XIII marqués de Dos Aguas, caballero de la Orden de Malta, caballero de la Orden de Alcántara y maestrante de Valencia.

Casó con Berta Zabala Rodríguez-Fornos. Sucedió su hijoa:
- Pascual Arturo de Rojas Zabala, XI marqués de Algorfa.[23]